# El Cachón

## Límites
|                            | Norte: Fundación, El Peñón y Pescadería |                                  |
| Oeste: Cabral y La Peñuela |                                         | Este: Barahona y Cruce de Cabral |
|                            | Sur: La Guázara y Palo Bonito           |                                  |

## Distritos municipales
Está formado por el distrito municipal de:
| Nombre    | Código   |
| --------- | -------- |
| El Cachón | 06040102 |

## Información
El Cachón es un municipio de la República Dominicana perteneciente a la provincia de Barahona.

## Historia
Fue fundado a finales del siglo XVII por un campesino de orígenes sanjuaneros llamado Papito Pérez que vivía en una de las comunidades del otro lado de la cuenca del río Yaque del sur denominada "Pescadería".
Al no contar con un suministro de agua potable para su consumo, Papito se trasladaba a un pequeño riachuelo aún vigente el cual se llama PAPITO en honor a él, a buscar agua. Por las frecuentes crecidas del río Yaque del sur, se vio en la obligación de trasladarse a lo que hoy es El Cachón, específicamente uno de los lugares más altos de la comunidad. Luego otras personas se instalaron junto a él y fundaron las comunidades vecinas de Cabral, municipio vecino.

## Etimología
Existen dos teorías diferentes del origen del nombre de esta comunidad:
La primera dice que El Cachón recibe su nombre debido a las numerosas cabezas de aguas saladas que existían o existen aquí, ya que antes a dichas cabezas de aguas se las denominaba Cachón.
Y la segunda data que en esta comunidad había muchísimas reses (ganado vacuno), por lo cual las personas de lugares aledaños se referían como "los cachones" cuando hablaban de esta comunidad.
Al Norte: Distrito Municipal de Fundación, Sección Pescadería y el Río Yaque del Sur.
Sur: Sección La Guázara y paraje Palo Bonito.
Este: Municipio de Barahona y el lugar Cruce de Cabral.
Oeste: Municipio de Cabral y la Sección La Peñuela.

## Economía local
Hoy en día es un distrito municipal, de personas muy amables y amigables, su economía se basa en la agricultura, la pesca y la elaboración de dulces y longanizas, así como también en los reclutamientos a la milicia dominicana, fruto de esto existen ciertos militares de muy alto rango oriundos de esta comunidad.

## Barrios
Dentro de los barrios que tiene están:
- Los Papiteros (ubicado cerca del lugar donde vivía Papito Pérez, de ahí su nombre).
- Los Gómez: debido al predominio de ese apellido en esa parte de la comunidad.
- El Cerro: por su altura en comparación con los demás barrios
- Barrio nuevo: por ser el barrio más joven de este distrito.
- Los Tessunos: Zona nueva.

## Festividades
En el mes de febrero celebra sus fiestas patronales dedicada a su patrona "Santa Lourdes" festividades que constituyen una de las mejores celebraciones de la provincia de Barahona provocando la visita de pobladores de pueblos vecinos tales como: Cabral, Peñón, Pescadería, la Lista, Paraíso, Barahona, la Hoya, Fundación, etc.